# 李建中 (北宋)

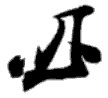
李建中的花押

李建中（945年—1013年），字得中，号岩夫民伯，京兆（今陕西西安）人，北宋政治人物、书法家。

## 生平
太平兴国八年进士。初授大理评事，知岳州录事参军，升迁為著作佐郎，歷监潭州茶场，改殿中丞，通判道州、郢州。官工部郎中，曾任西京留司御史台，世称李西台。曾參與校定《道藏》，判太府寺。大中祥符五年（1012）冬，奉旨至洄州，制《汴水发愿文》，就致设醮使，歸時得疾，隔年（1013）卒。

## 艺术成就
李建中是书法家，得欧阳询法，“人多摹习，争取以为楷法”，黄伯思评论：“西台本学王大令（献之）书，而拘挛若此，犹韩非之学黄老，李斯之师荀卿也。然观笔势尚有先贤风气，固自佳。”宋高宗赵构：“本朝承五季之后，无复字画可称，至太宗皇帝始搜罗法书，备尽求访，当时以李建中字形瘦健，姑得时誉，犹恨绝无异。”传世墨迹有《土母帖》、《同年帖》、《贵宅帖》等。